# Zoológico de Carolina del Norte
El Zoológico de Carolina del Norte (en inglés: North Carolina Zoo) es un zoológico ubicado en Asheboro, condado de Randolph, Carolina del Norte, en las montañas Uwharrie, cerca del centro geográfico del estado, aproximadamente a 121 km al oeste de Raleigh. El zoológico fue fundado en 1976 y está acreditado en la Asociación de Zoológicos y Acuarios. Con más de 810 hectáreas, es el zoológico más grande del mundo y uno de los dos únicos zoológicos estatales en los Estados Unidos, el otro es el Zoológico de Minnesota. El Zoológico de Carolina del Norte tiene más de 1.100 animales que representan más de 250 especies principalmente de África y América del Norte. El zoológico está abierto los 364 días del año y recibe más de 700.000 visitantes al año.